# Pyrinia radiolata
Pyrinia radiolata es una especie de polilla de la familia Geometridae. La especie fue descrita por primera vez por Francis Walker habiendo sido descrita en 1863, con distribución en el estado de Amazonas, Brasil.